# Kleszczele (gemeente)
De gemeente Kleszczele is een stad- en landgemeente in het Poolse woiwodschap Podlachië, in powiat Hajnowski.
De zetel van de gemeente is in Kleszczele.
Op 30 juni 2004 telde de gemeente 2966 inwoners.

## Oppervlakte gegevens
In 2002 bedroeg de totale oppervlakte van gemeente Kleszczele 142,62 km², waarvan:
- agrarisch gebied: 54%
- bossen: 38%

De gemeente beslaat 8,78% van de totale oppervlakte van de powiat.

## Demografie
Stand op 30 juni 2004:
| Omschrijving                   | Totaal | Totaal | Vrouwen | Vrouwen | Mannen | Mannen |
| ------------------------------ | ------ | ------ | ------- | ------- | ------ | ------ |
| eenheid                        | aantal | %      | aantal  | %       | aantal | %      |
| inwoners                       | 2966   | 100    | 1510    | 50,9    | 1456   | 49,1   |
| bevolkingsdichtheid (inw./km²) | 20,8   | 20,8   | 10,6    | 10,6    | 10,2   | 10,2   |

In 2002 bedroeg het gemiddelde inkomen per inwoner 1190,04 zł.

## Administratieve plaatsen (sołectwo)
Biała Straż, Dasze, Dobrowoda, Gruzka, Kuraszewo, Piotrowszczyzna, Pogreby, Policzna, Repczyce, Saki, Suchowolce, Toporki, Zaleszany, Żuki.

## Overige plaatsen
Dąbrowa, Kośna, Rowy, Sad.

## Aangrenzende gemeenten
Boćki, Czeremcha, Dubicze Cerkiewne, Milejczyce, Orla. De gemeente grenst aan Wit-Rusland.